# Editura Scrisul Românesc
Editura Scrisul Românesc este o editură și o fundație din Craiova, recunoscută oficial conform CNCSIS din 2008, cod 226 Arhivat în 11 mai 2015, la Wayback Machine..

## Legături externe
- Revista și Editura Scrisul Românesc